# Dark Funeral
Dark Funeral je švedski black metal-sastav iz Stockholma. Sastav osnovali su Lord Ahriman i Blackmoon.
Tekstovi pjesmama su tipični za black metal, o sotonizmu i antikrišćanstvu. Dio članovi sastava su sotonisti kao što Lord Ahriman i Emperor Magus Caligula koji su sljedbenici sotonizma LaVeyja. Na ranim albumima tekstovi bio su o vragu i paklu. 
Do danas objavili su sedam studijskih albuma, posljednji We Are the Apocalypse u travnju 2022.

## Članovi sastava
Sadašnji članovi
- Lord Ahriman – gitara (1993. – danas), bas-gitara (2016.)
- Chaq Mol – gitara (2003. – danas)
- Heljarmadr – vokal (2014. – danas)
- Adra-Melek – bas-gitara (2018. – danas)
- Jalomaah – bubnjevi (2018. – danas)

Bivši članovi
- Niko Kaukinen – bubnjevi (1993.)
- Draugen – bubnjevi (1993. – 1994.)
- Blackmoon – gitara (1993. – 1996.)
- Themgoroth – vokal, bas-gitara (1993. – 1995.)
- Equimanthorn – bubnjevi (1994. – 1995.)
- Emperor Magus Caligula – vokal (1995. – 2010.), bas-gitara (1996. – 2001.)
- Alzazmon – bubnjevi (1996. – 1998.)
- Typhos – gitara (1996. – 1998.)
- Gaahnfaust – bubnjevi (1998. – 2000.)
- Dominion – gitara (1998. – 2002.)
- Matte Modin – bubnjevi (2000. – 2007.)
- B-Force – bas-gitara (2005. – 2010.)
- Dominator – bubnjevi (2007. – 2010., 2011. – 2017.)
- Zornheym – bas-gitara (2011. – 2014.)
- Nachtgarm – vokal (2011. – 2012.)
- Natt – bas-gitara (2014. – 2016.)

## Diskografija
Studijski albumi
- The Secrets of the Black Arts (1996.)
- Vobiscum Satanas (1998.)
- Diabolis Interium (2001.)
- Attera Totus Sanctus (2005.)
- Angelus Exuro Pro Eternus (2009.)
- Where Shadows Forever Reign (2016.)
- We Are the Apocalypse (2022.)

EP-ovi
- Dark Funeral (1994.)
- Teach Children to Worship Satan (2000.)
- Nail Them to the Cross (2015.)

Koncertni albumi
- De Profundis Clamavi Ad Te Domine (2004.)

Kompilacije
- In the Sign... (2000.)

Video albumi
- Attera Orbis Terrarum – Part I (2007.)
- Attera Orbis Terrarum – Part II (2008.)